# Целозия
Цело́зия (лат. Celosia) — род растений семейства Амарантовые (Amaranthaceae). Ранее этот род нередко помещали в семейство Маревые (Chenopodiaceae).

## Распространение и экология
Растения этого рода широко распространены в различных регионах с тёплым климатом в Азии, Африке, Северной и Южной Америке.

## Ботаническое описание
Представители рода — однолетние и многолетние травянистые растения с прямыми ветвистыми стеблями, а также кустарники.
Листья очерёдные, линейно-ланцетные, яйцевидно-ланцетные, до яйцевидных.
Цветки мелкие, обоеполые, собраны в колосообразные или метельчатые соцветия, располагающиеся как на верхушке стебля, так и в пазухах листьев.
Прицветники в числе трёх, ярко окрашенные; околоцветник пятичленный. Тычинки в числе пяти, внизу слитых в плёнчатую трубочку. Завязь одногнездная, со многими семяпочками.
Плод — многосемянная коробочка, диаметром 3—4 мм, открывающаяся поперек (крышечкой). Семена вертикальные, длиной 1,5—2 мм, металлически блестящие, по поверхности неясно многоугольно-сетчатые.

## Значение и применение
С древних времён целозию (в первую очередь целозию серебристую) использовали как пищевое растение — съедобны молодые листья и побеги растений. Такое использование известно для Индонезии, Индии, стран Африки (особенно для Нигерии), для стран севера Южной Америки.
Из семян целозии добывают так называемое целозиевое масло.
В народной медицине целозия используется для изгнания глистов, для лечения заболеваний крови, язв в полости рта, проблем со зрением.
Наиболее известный вид этого рода, целозию серебристую (Celosia argentea), активно культивируют как садовое декоративное растение (обычно как однолетник, используемый для организации бордюров), как растение для срезки, а также, иногда, и как горшочное растение.
Целозия серебристая, попав в Европу из Африки, была введена в культуру и уже в эпоху Возрождения стала обычным растением для европейских садов.
Сорта целозии серебристой делятся на две группы, представители которых очень сильно отличаются друг от друга по внешнему виду. К группе Plumosa относятся сорта с соцветиями в виде плюмажа из мелких деформированных цветков различной окраски (растения именно из этой группы выращивают на срезку); к группе Cristata — сорта с соцветиями в виде волнистых гребней из сросшихся побегов (окраска цветков растений этой группы также может быть различна).

## Виды
По информации базы данных The Plant List (2013), род включает 51 вид:
- Celosia angustifolia Schinz
- Celosia anthelminthica Asch.
- Celosia argentea L. typus[4] — Целозия серебристая [syn.  Celosia pyramidalis Burm.f.]

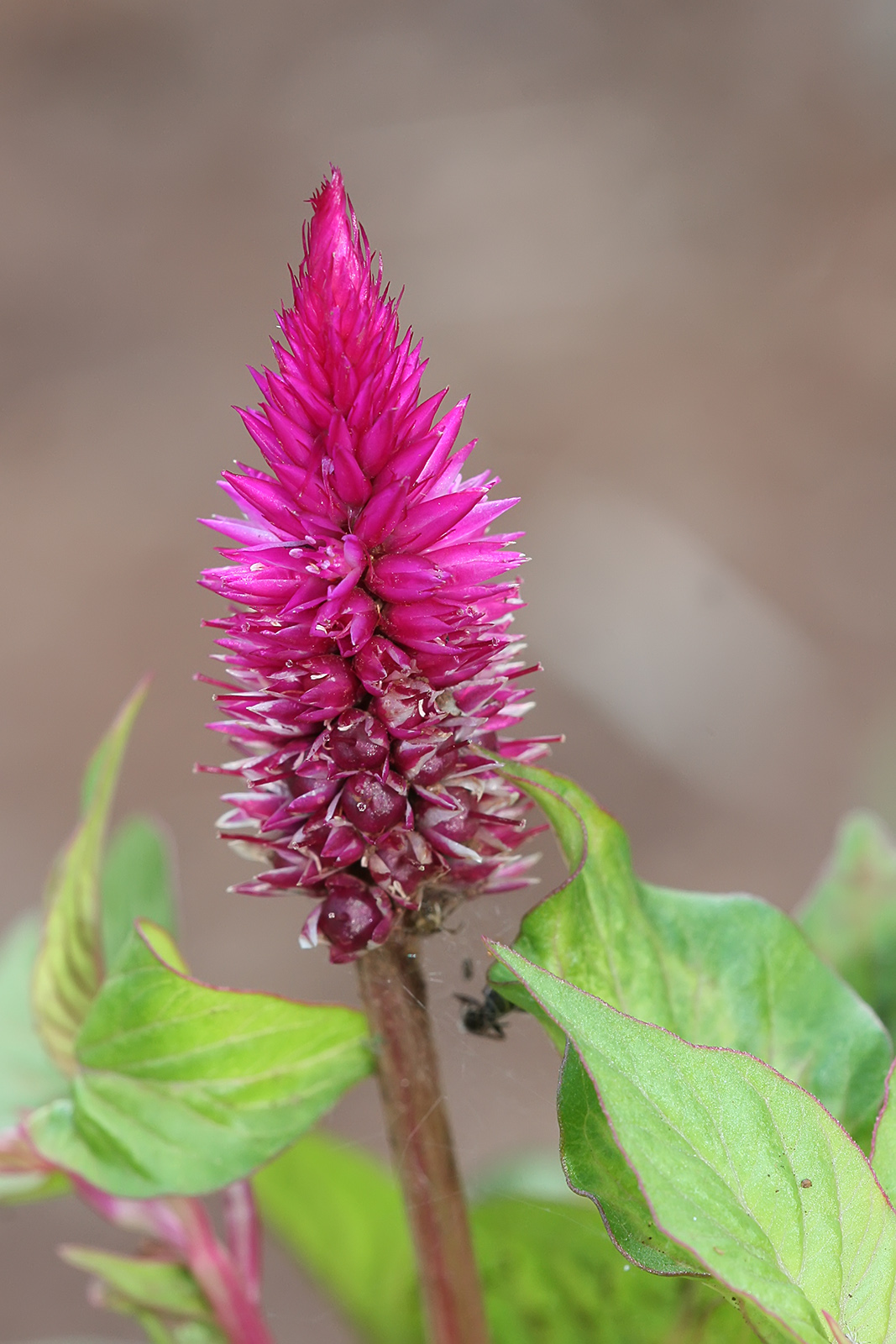
Celosia spicata

Популярное садовое растение; в некоторых странах используется также в пищу как зелень[2]
- Celosia bakeri C.C.Towns.
- Celosia baronii Cavaco
- Celosia benguellensis C.C.Towns.
- Celosia boivinii Hook.f.
- Celosia bonnivairii Schinz
- Celosia brasiliensis Moq.
- Celosia brevispicata C.C.Towns.
- Celosia chenopodiifolia Baker
- Celosia chiapensis Brandegee
- Celosia corymbifera Didr.
- Celosia elegantissima Hauman
- Celosia expansifila C.C.Towns.
- Celosia fadenorum C.C.Towns.
- Celosia floribunda A.Gray
- Celosia globosa Schinz
- Celosia grandifolia Moq.
- Celosia hastata Lopr.
- Celosia humbertiana Cavaco
- Celosia isertii C.C.Towns.
- Celosia leptostachya Benth.
- Celosia loandensis Baker
- Celosia longifolia Mart.
- Celosia madagascariensis Poir.
- Celosia micrantha Baker
- Celosia monosperma Rose
- Celosia moquinii Guill. ex Moq.
- Celosia nervosa C.C.Towns.
- Celosia nitida Vahl
- Celosia orcuttii Greenm.
- Celosia palmeri S.Watson
- Celosia pandurata Baker
- Celosia patentiloba C.C.Towns.
- Celosia persicaria Schinz
- Celosia polygonoides Retz.
- Celosia polystachia (Forssk.) C.C.Towns.
- Celosia pseudovirgata Schinz
- Celosia pulchella Moq.
- Celosia richardsiae C.C.Towns.
- Celosia salicifolia Lopr.
- Celosia schweinfurthiana Schinz
- Celosia spicata Spreng.
Однолетники высотой до 60 см с цветками, собранными в плотные верхушечные соцветия; цветки раскрываются сначала в нижней части соцветия, их окраска сначала красно-розовая, позже меняется на серебристую[1]
- Celosia staticodes Hiern
- Celosia stuhlmanniana Schinz
- Celosia taitoensis Hayata
- Celosia trigyna L.
- Celosia triuncinella Schinz
- Celosia vanderystii Schinz
- Celosia virgata Jacq.

Ещё около 50 видовых названий этого рода имеет в The Plant List (2013) статус unresolved name, то есть относительно этих названий нельзя однозначно сказать, следует ли их использовать как названия самостоятельных видов — либо их следует свести в синонимику других таксонов.
Некоторые виды, которые ранее относили к данному роду, в настоящее время включены в другие роды:
- Celosia baccata Retz. = Deeringia amaranthoides (Lam.) Merr.
- Celosia paniculata L. = Iresine diffusa Humb. & Bonpl. ex Willd.
- Celosia polysperma Roxb. = Deeringia polysperma (Roxb.) Moq.
- Celosia tomentosa Humb. & Bonpl. ex Schult. = Chamissoa altissima  (Jacq.) Kunth